# X2: Wolverine's Revenge
X2: Wolverine's Revenge (en castellano X2: La Venganza de Lobezno) es un videojuego de acción en tercera persona desarrollado por GenePool Software y publicado por Activision para las consolas Xbox, PlayStation 2, Nintendo GameCube y Game Boy Advance. El juego llegó tras la película X-Men 2, el cual tiene una sinopsis diferente a la misma, y está protagonizado por Wolverine, miembro de los X-Men, quien abarca esta aventura en solitario. El juego llegó a los mercados en mayo de 2003.

## Argumento
Todo comienza cuando un mutante llamado Logan es reclutado, en contra de su voluntad, para el proyecto Arma X. Debido a que Logan posee como poder mutante natural un "factor curativo" que le permite su propia regeneración y le impide morir, la organización de Arma X decide insertarle un esqueleto de metal indestructible conocido como Adamantium. Logan fue el único superviviente de este experimento, y debido al dolor que le había causado William Stryker, el jefe de esta operación, Logan fue en busca de venganza, sin embargo lo dejó vivir. Años después, en torno a 2003, Bestia (Hank McCoy) le informa a Logan que tiene insertado en el esqueleto de Adamantium un virus que lo destruirá en 2 días. Ahora Logan emprenderá un viaje hacia Canadá, al laboratorio donde se llevó a cabo el proyecto Arma X, para encontrar una cura al virus.

## Poderes
Wolverine posee un factor curativo que le permite su propia regeneración, por lo tanto puede ser usado en el juego, pero debido al esqueleto de Adamantium solo podrá ser usado sin hacer uso de sus garras, puesto que le impiden el proceso de regeneración.
Durante una batalla, Wolverine podrá usar sus garras, pero lo hará más lento, así que es mejor atacar a tu enemigo sin las garras para atontarlo, y luego usarlas.
Así como el videojuego Hulk, La Venganza de Lobezno cumplirá con el modo ira, permitiéndole ser más fuerte, más rápido y más letal durante unos segundos. Para usarlo, se debe llenar la barra verde junto a su energía, con ataques a tu enemigo, este durará más con las garras al descubierto (no recomendado).
Hay 3 tipos de combos, los de un soldado, los de 2 soldados, y de 3 soldados que se pueden ejecutar una vez atontados los enemigos pulsando el botón "Acción".

## Enemigos
Durante el juego, aparecerán enemigos clásicos:
- Dientes de Sable: Es un participante del proyecto Arma X que, al igual que Wolverine, fue superviviente debido a su factor curativo. Al igual que Wolverine, Dientes de Sable tiene fuerza sobrehumana.

- Deathstrike: Copia "Perfecta" del proyecto Arma X. Es igual a Wolverine, incluyendo un esqueleto de adamantium y el factor curativo.

- Magneto: Enemigo/amigo de Charles Xavier quien puede manipular el metal, lo que significa que también puede controlar el Adamantium.

## Trajes
Durante el Juego se encontraran portadas de cómics, que luego de entrar en el menú extras a "trajes", se seleccionará las portadas de los cómics,sheyla los cuales mostrara los tipos de trajes.

## Trivia
- Este juego no es la excepción del modo ira.
- Aunque el juego no tiene relación con la película X-Men 2, hay un traje de la película.
- Patrick Stewart retoma su papel como el profesor Charles Xavier.
- Mark Hamill, quien participó en la saga Star Wars como Luke Skylwalker, es quien presta su voz para doblar a Wolverine.
- A Deathstrike se le agrega la palabra Lady (o Dama en inglés), cambiando el nombre así a Lady Death Strike.
- Hay 3 "Bloopers" o errores de grabación, que se obtienen al completar los desafíos de Medalla de oro, plata y bronce. La primera es en donde Wolverine se ríe por la clásica frase: "Está silencioso...muy silencioso", el segundo es Wen-Di-go, haciendo una audición, y el tercero es Wolverine sacando las garras, pero en vez de ello le salen cubiertos (Cuchillo, Tenedor, Cuchara).

## Recepción
El juego recibió generalmente críticas mixtas.